# Ihor Samounenkov
Ihor Samounenkov, né le 15 juin 2009 à Kiev, est un joueur d'échecs ukrainien. Prodige des échecs, il obtient le titre de grand maître international le 2 janvier 2024 à l'âge de 14 ans.

## Carrière échiquéenne
En décembre 2021, Samounenkov remporte le tournoi du Championnat du monde d'échecs de la jeunesse U12 en battant le plus jeune grand maître du monde, Abhimanyu Mishra. Le même mois, il participe aux tournois mondiaux d'échecs rapides et blitz et est le plus jeune joueur de ces événements. Il termine 89e et 128e, respectivement sur 176 et 179 joueurs. Il obtient en 2021 le titre de maître de la Fédération internationale des échecs (FM).
En octobre 2022, Samounenkov termine 11e (et remporte un prix) sur un groupe de 30 joueurs lors de la coupe Anfield organisée à Kiev. En 2022, il obtient le titre de maître international.
Samounenkov est invité à participer en tant que wild card au tournoi Grand Suisse FIDE 2023. Il remporte sa seule victoire de la compétition contre Michał Krasenkow au sixième tour.
Le 2 janvier 2024, il obtient le titre de grand maître international (GMI), devenant le plus jeune joueur en activité et le quatrième plus jeune joueur ukrainien à le détenir. Le record reste cependant détenu par Abhimanyu Mishra, qui l'a obtenu à l'âge de 12 ans, quatre mois et 25 jours, mais qui est plus âgé que lui de quatre mois. Il réalise ses trois normes lors des championnats européens de 2023 en Slovénie, du Vezerkepzo Summer GM 2023 en Hongrie et de l'Extraliga polonaise. Une décision de la FIDE lui confère ensuite le titre,. 
Il occupe en janvier 2024 la 27e place du classement junior.